# Usine chimique de Tavaux
L'usine chimique de Tavaux est une usine chimique implantée depuis 1930 à Tavaux, à la suite des progrès de l'industrie chimique du XXe siècle. L'important complexe industriel chimique belge Solvay (fondé en 1861 par le chimiste et industriel Ernest Solvay) s'installe près de Dole. Elle maintient une industrie du sel dans le Jura, en étant alimentée par le sel jurassien depuis 1930.

## Situation
Le site occupe une surface de 506 ha sur les communes d'Abergement-la-Ronce, Choisey, Damparis et Tavaux, près de Dole, dans le département du Jura, en région de Bourgogne-Franche-Comté. Il est desservi par le canal du Rhône au Rhin (branche sud) et par un embranchement particulier sur la ligne de Chagny à Dole-Ville.

## Histoire
La construction de l'usine commence en 1928, les travaux sont menés par Société générale d'Entreprises sur les plans du service d'architecture de Solvay à Bruxelles. Les premiers bâtiments servent à la fabrication de produits sodiques et électrochimiques. En 1929, les ateliers de réparation sont construits et l'unité 1 d'électrolyse est opérationnel en 1930. D'autres éléments ouvrent dans les années 1930 : les générateurs en 1931, la soudière en 1932, les grands bureaux en 1933 et la caustification en 1937.
Une seconde unité d'électrolyse entre en service en 1946, puis une troisième dix ans plus tard, une quatrième en 1962 et enfin une cinquième en 1977. Entretemps, un laboratoire est ouvert en 1951. L'architecte Jacques Perrin-Fayolle conçoit le restaurant d'entreprise en 1967. Une caserne de pompiers est construite en 1978.
À partir de 1932, c'est  l'ancienne saline de Poligny qui fournit la saumure en injectant de l'eau douce dans ses puits de la forêt de Vaivre, puis, à partir de 1977, en utilisant la saumure diluée provenant d'Étrez (Ain). Depuis 2007, c'est à Marboz (près de Bourg-en-Bresse), qu'est envoyée la saumure d'Étrez. Elle est injectée dans la couche supérieure du gisement (entre 750 m et 1 120 m), un saumoduc de 110 km transportant la saumure saturée à Tavaux.
En 2014, souhaitant se concentrer sur sa production de polymères, à plus haute valeur ajoutée et moins sujette aux fluctuations du marché, Solvay cède son activité chlorovinylique à Inovyn, une coentreprise avec Ineos, dont Solvay se désengage en 2016. Les installations chlorovinyliques du site de Tavaux appartiennent donc désormais à Inovyn, et les autres installations à Solvay.
En 2023, la firme belge se sépare en deux entités indépendantes, l'une conservant le nom et les activités historiques de Solvay, et l'autre, dédiée à la chimie de spécialités, baptisée Syensqo (en). Parmi les installations de Tavaux, celles qui étaient restées dans le périmètre de Solvay après 2014 passent intégralement dans le giron de Syensqo en 2023.

## Production
L'entreprise extrait le sel par hydrolyse / électrolyse, à partir de saumure de gisement salifère de Bresse et de Poligny et de calcaire de Damparis. Elle produit et transforme 700 000 tonnes de sel par an (composé de 39 % de sodium et 61 % de chlore) et le transforme en de nombreux produits chimiques industriels dérivés : chlorure (plasturgie), hypochlorite de sodium (eau de Javel), soude caustique (détergent), chlorure de méthylène, chloroforme, tétrachlorure de carbone, perchloroéthylène, acide chlorhydrique, hydrofluorocarbure.

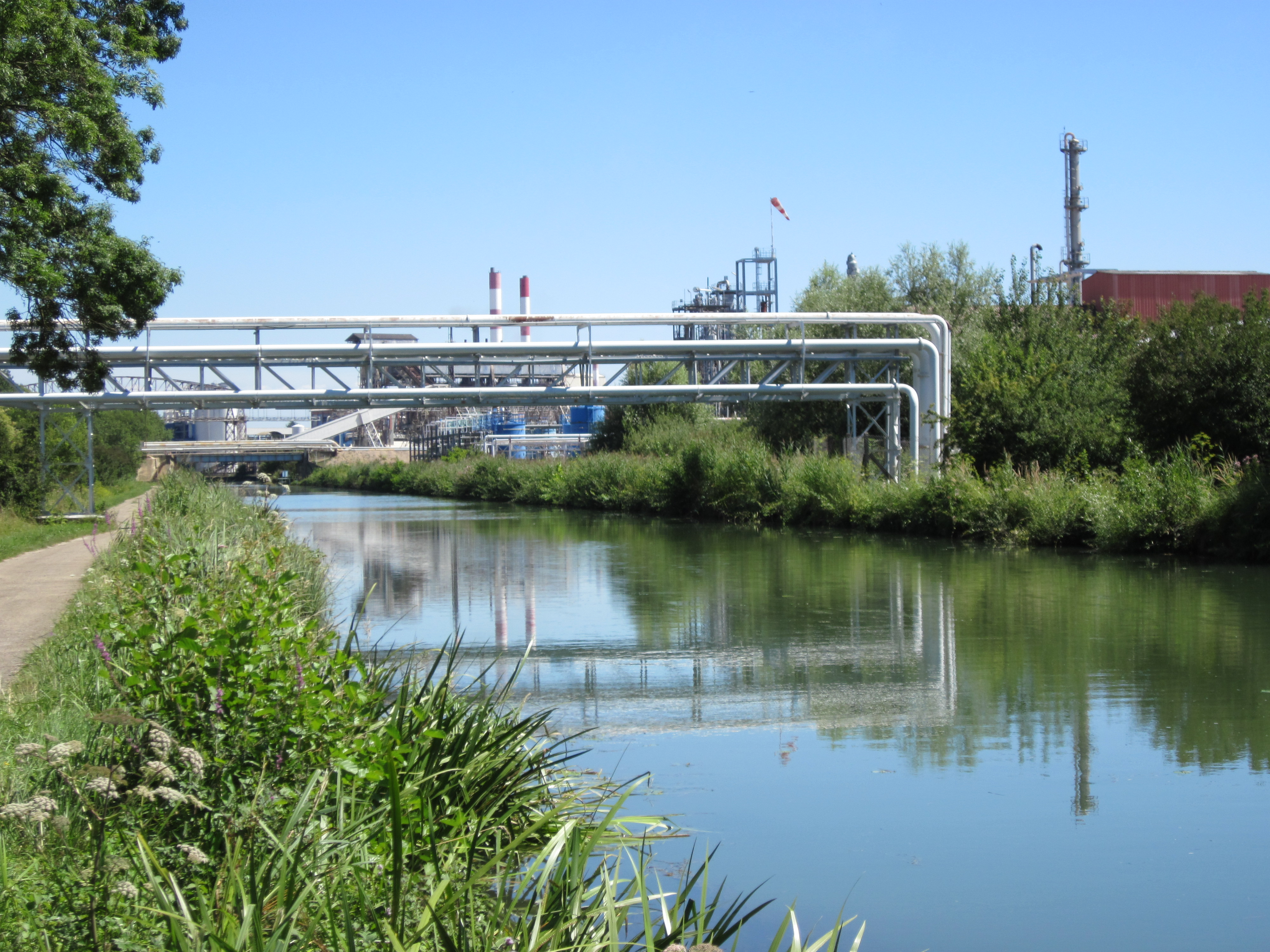
Passage de tuyaux au-dessus du canal du Rhône au Rhin.
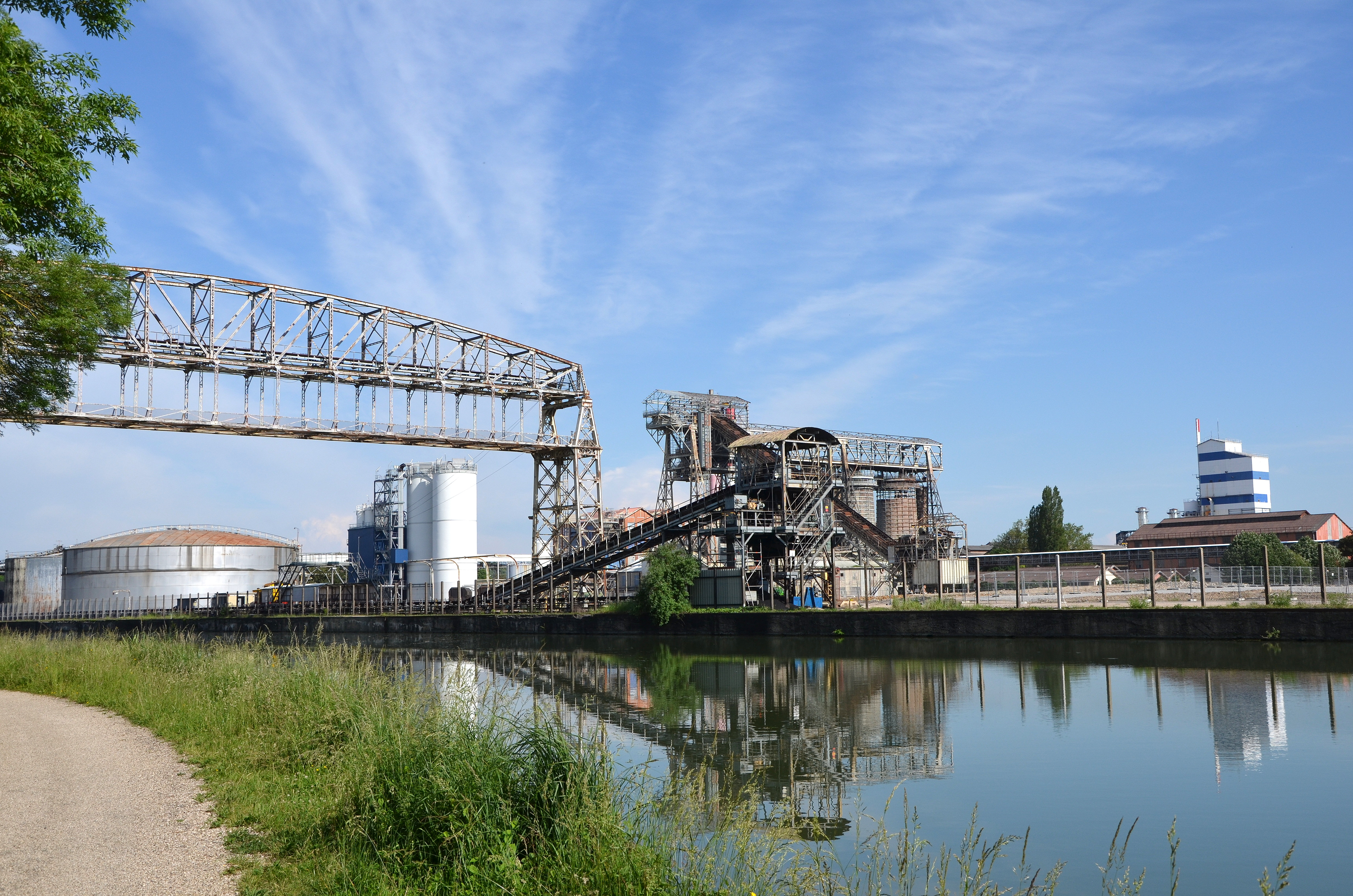
Vue des installations.